# St George's Park
 (avril 2025).
Le St George’s Park Cricket Ground, aussi appelé le Sahara Oval, est le stade du club de cricket de Port Elizabeth, en Afrique du Sud, et du club de la province du Cap-Oriental. Ce terrain accueille également des tests-matchs et des ODI.
Le premier test joué sur ce terrain se déroula en mars 1889 et vit la victoire de l'Angleterre sur l'Afrique du Sud, au cours du premier test de l'histoire de cette dernière. À ce jour, le St George’s Park Cricket Ground a accueilli 22 tests (8 victoires pour l'Afrique du Sud, 10 défaites, 4 draws.
Le premier ODI à s'y jouer se déroule en décembre 1992. L'Afrique du Sud gagna contre l'Inde. Cinq matchs s'y déroulèrent lors de la Coupe du monde de cricket 2003.

## Nom officiel
À la suite d'un partenariat commercial, le nom officiel de ce terrain est le Sahara Oval. Néanmoins il est encore communément appelé par son nom historique, St George’s Park.